# Conclave de 1447
O conclave papal ocorrido entre 4 a 6 de março de 1447 resultou na eleição do Papa Nicolau V depois da morte do Papa Eugênio IV.

## Situação Geral

Brasão papal de Sua Santidade o papa Nicolau V

O Papa Eugênio IV morreu em 23 de fevereiro de 1447. Durante esse Sede Vacante, havia vinte e sete homens que haviam sido criados e publicados como cardeais. No entanto, um deles, Louis Aleman, CRSJ, havia sido excomungado e privado de sua cardinalato pelo Papa Eugênio IV em 11 de dezembro de 1440 por causa de sua participação ativa no Concílio de Basileia. Ele foi reintegrado pelo futuro Papa Nicolau V em 19 de dezembro de 1449. Dos vinte e seis cardeais-eleitores válidos, 18 participaram do conclave, enquanto oito estavam ausentes. A reunião eleitoral foi realizada na casa Dominicana ao lado da igreja de Santa Maria sopra Minerva.
Muitos barões romanos, entre os quais se destaca Gio Baptista Savelli, insistiram em um período de tempo para ter o direito de votar (provavelmente só queria estar presente para a eleição). A família Savelli era encarregada de guardar o conclave já com o Papa Gregório X, mas Gio Baptista queria fazê-lo pela primeira vez a partir de dentro.
Prospero Colonna, o mais velho do Colégio Cardinalício e o ultimo cardeal criado pelo Papa Martinho V, foi indicado como o provável vencedor no início do conclave. Colonna recebeu dez votos no primeiro escrutínio, os outros oito foram para o Cardeal Domenico Capranica. No dia seguinte, os membros apoiadores de Colonna continuaram a votar nele. Ele tentou queimar os outros oito votos, sem sucesso, apontando para a sua escolha de outros, incluindo os arcebispos de Benevento e Florença, que ainda não eram cardeais. Colonna teve o apoio dos cardeais franceses, mas não do povo romano, que teria preferido Niccolò d'Acciapaccio, devido ao uso da violência pelos Colonna durante o pontificado de seu tio.
Em 6 de março, após o primeiro dos dois escrutínios do dia, durante o qual Colonna novamente recebeu dez votos, Capranica tomou a palavra implorando por dois outros cardeais para votar em Colonna e recordando as situações políticas de risco significativo: o surgimento da exército do rei Afonso de Aragão, o reino do antipapa Félix V, duque de Sabóia. De acordo com Thomas Adolphus Trollope, o cardeal Colonna foi ironicamente definido como "manso cordeiro", porque ele tinha pilhado, juntamente com seus parentes, os tesouros papais de seu tio Martinho V e por um período de tempo tinha sido excomungado pelo Papa Eugênio IV.
Thomas Parentucelli surgiu como resultado deste discurso, enquanto Giovanni Berardi, pensando que seu colega iria afirmar a necessidade de votar em Colonna, o interrompeu e pediu uma prorrogação. Neste ponto, Ludovico Trevisan, irado com pedido de Berardi, pediu que teria preferido ser eleito. Parentuccelli (mal interpretando as palavras Trevisan, talvez de propósito), antes que Berardi pudesse responder, declarou que ele mesmo teria feito a ele a escolha de Berardi. "Então, eu dou meu voto para você!" esclamou Berardi, um movimento que Trevisan se sentiu compelido a seguir. Um após outro, os cardeais deram o voto a Parentucelli, que foi eleito com o nome de Nicolau V.

## Lista de participantes
| Consistóro                          | 1447 |
| ----------------------------------- | ---- |
| Setembro 1414                       | 1    |
| Consistórios de Antipapa João XXIII | 1    |
| Julho 1423                          | 1    |
| Maio 1426                           | 3    |
| Consistórios de Martinho V          | 4    |
| Setembro 1431                       | 1    |
| Dezembro 1439                       | 13   |
| Julho 1440                          | 2    |
| Maio 1444                           | 1    |
| Dezembro 1446                       | 4    |
| Consistórios de Eugênio IV          | 21   |
| Total                               | 26   |

| Criado por                    | Cardeais | Por Cento |
| ----------------------------- | -------- | --------- |
| Antipapa João XXIII (AJXXIII) | 01       | 3,85 %    |
| Papa Martinho V (MV)          | 04       | 15,38 %   |
| Papa Eugênio IV (EIV)         | 021      | 80,77 %   |
| Total                         | 26       | 100 %     |

No conclave participaram 18 dos 26 membros do Sacro Colégio:

### Cardeais Bispos
| Nº | Nome                | Consistório   | Papa |
| -- | ------------------- | ------------- | ---- |
| 1  | Francesco Condulmer | Setembro 1431 | EIV  |
| 2  | Giovanni Berardi    | Dezembro 1439 | EIV  |

### Cardeais Presbíteros
| Nº | Nome                             | Consistório   | Papa |
| -- | -------------------------------- | ------------- | ---- |
| 3  | Domenico Capranica               | Julho 1423    | MV   |
| 4  | Niccolò d'Acciapaccio            | Dezembro 1439 | EIV  |
| 5  | Giorgio Fieschi                  | Dezembro 1439 | EIV  |
| 6  | Basílio Bessarion, O.S.B.M.      | Dezembro 1439 | EIV  |
| 7  | Antão Martins de Chaves          | Dezembro 1439 | EIV  |
| 8  | Jean Le Jeune                    | Dezembro 1439 | EIV  |
| 9  | Guillaume d'Estouteville, O.S.B. | Dezembro 1439 | EIV  |
| 10 | Juan de Torquemada, O.P.         | Dezembro 1439 | EIV  |
| 11 | Ludovico Trevisano               | Julho 1440    | EIV  |
| 12 | Pietro Barbo                     | Julho 1440    | EIV  |
| 13 | Alfonso Borja                    | Maio 1444     | EIV  |
| 14 | Enrico Rampini                   | Dezembro 1446 | EIV  |
| 15 | Tommaso Parentucelli             | Dezembro 1446 | EIV  |
| 16 | Giovanni de Primis, O.S.B.       | Dezembro 1446 | EIV  |

### Cardeais Diáconos
| Nº | Nome             | Consistório   | Papa |
| -- | ---------------- | ------------- | ---- |
| 17 | Prospero Colonna | Maio 1426     | MV   |
| 18 | Juan Carvajal    | Dezembro 1446 | EIV  |

### Cardeais ausentes

#### Cardeal Bispo
| Nº | Nome                         | Consistório   | Papa    |
| -- | ---------------------------- | ------------- | ------- |
| 19 | Juan Cervantes               | Maio 1426     | MV      |
| 20 | Pierre de Foix (Sr.), O.F.M. | Setembro 1414 | AJXXIII |

#### Cardeais Presbíteros
| Nº | Nome                 | Consistório   | Papa |
| -- | -------------------- | ------------- | ---- |
| 21 | Henry Beaufort       | Maio 1426     | MV   |
| 22 | John Kempe           | Dezembro 1439 | EIV  |
| 23 | Isidoro de Kiev      | Dezembro 1439 | EIV  |
| 24 | Zbigniew z Oleśnicy  | Dezembro 1439 | EIV  |
| 25 | Peter von Schaumberg | Dezembro 1439 | EIV  |
| 26 | Dénes Szécsi         | Dezembro 1439 | EIV  |